# Schloss Mühlheim (Oberösterreich)

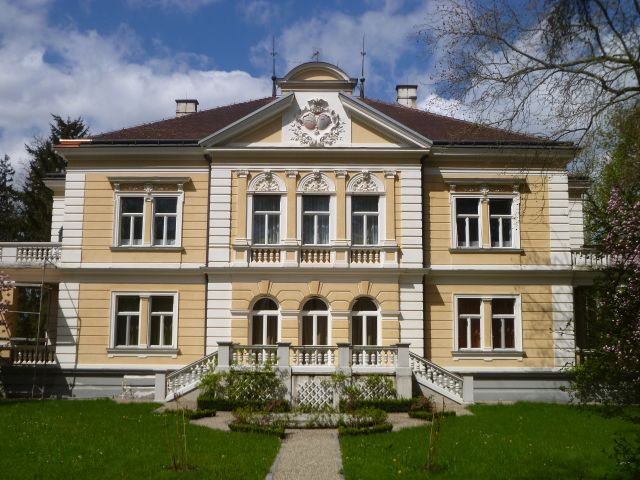
Schloss Mühlheim, Neubau im Stil der italienischen Renaissance

Das Schloss Mühlheim befindet sich in der Schlossstraße der Gemeinde Mühlheim am Inn im Bezirk Ried von Oberösterreich.

## Geschichte
Schloss Mühlheim war ursprünglich ein Wasserschloss und Stammsitz der bereits 1120 urkundlich aufgetretenen Mulhamer. Diese dürften Ortenburgische Lehensmänner gewesen sein. Im Urkundenbuch des Stiftes St. Nikola von Passau werden ein Macelinus de Mulham, 1130 sein Sohn Adelram, 1180 ein Bero und kurz danach Gottfried und Konrad de Mulham genannt. Ein 1297 genannter Gebhard von Mulham war der letzte seines Namens. Danach ist eine Lücke in der Chronik von Mühlheim vorhanden. 1383 tritt ein Wolfgang Trachselhamer (Tragselhaimer) als Besitzer von Mühlheim auf. Von diesem gelangte die Burg 1417 an die Thuemayr (auch Thaimer oder Taimer genannt). Diese Familie stand im Dienste der Passauer Bischöfe. Der erste Taimer war Gandolf, der 1424 verstarb. Christoph Taimer konnte vom bayerischen Herzog 1556 die Hofmarkgerechtsame (niedere Gerichtsbarkeit) erwerben. Gundaker Taimer, der auch Schloss Hagenau und die Hofmark Wippenham besaß, verkaufte die Burg 1605 an seinen Schwager Sebastian von Haunsperg.

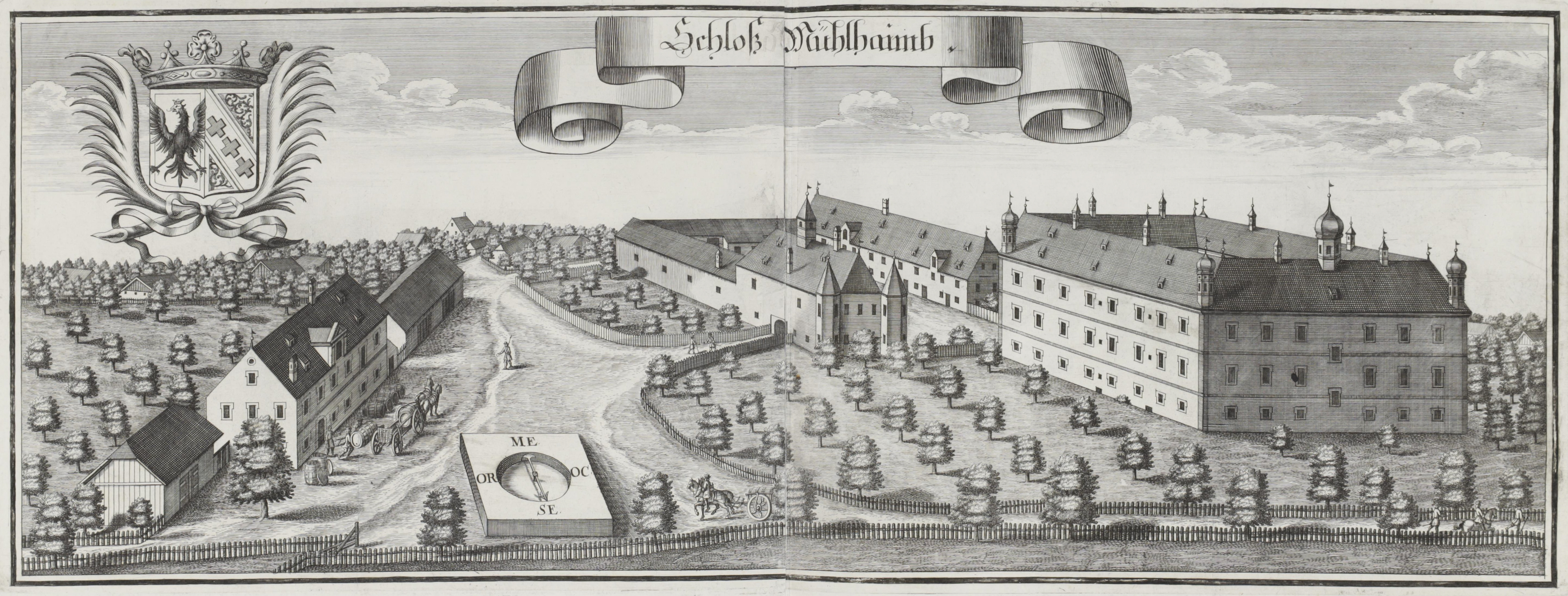
Schloss Mühlheim nach einem Kupferstich von Michael Wening von 1721

1624 erbte Friedrich von Rhelling (das Geschlecht der Rehlinger stammt aus Salzburg) die altersschwach gewordene Burg, die er 1636 abtragen und an deren Stelle ein Schloss erbauen ließ. 1693 erwarb Carl Franz Anton Graf von Safré, bayerischer Feldmarschall, Schloss und Hofmark von der Witwe des Friedrich von Rhelling. Im 18. Jahrhundert wechselten sich die gräflichen Familien der Erbville, Nothafft und Totti in dem Besitz ab. 1804 kaufte Freiherr Johann von Peckenzell Mühlheim der Markise (Markgräfin) Maria Anna de Totti ab. Im dritten Koalitionskrieg 1805 wurde das Schloss von den französischen Truppen geplündert und in Brand gesteckt. Dieses Schloss war ein dreigeschoßiger Vierflügelbau mit einem Innenhof.
Nachdem diese Ruine 90 Jahre lang brach gelegen war, wurde sie 1899 abgerissen und an der Stelle das jetzige Schloss zum Teil aus dem noch verwendbaren Material des Vorgängerbaus errichtet. Bauherr war Julius Freiherr von Peckenzell, Baumeister Anton Danna aus Braunau. Peckenzell war mit Franziska Freiin von Aue, Schwester des Bischofs Sigismund von Passau, verheiratet.
1919 erwarb der Wiener Fabrikant Fischer-Pochtler das Schloss aus dem Besitz der Peckenzeller.

## Schloss Mühlheim heute

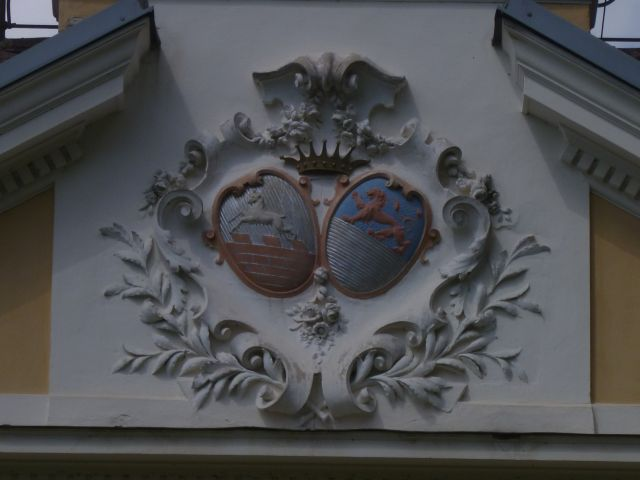
Giebelkartusche

Das heutige Schloss ist also das dritte dieses Namens. Es liegt inmitten eines gepflegten Parks. Zwei miteinander durch einen Torbau verbundene zweigeschoßige Gebäude und ein weiteres im Innenhof stehendes Haus bilden das Ensemble des Schlosses. Das rechte Gebäude steht mit seiner Schmalseite quer zum Weg, von ihm spannt sich ein offener Torbogen zu dem erstgenannten Trakt. Das linke gartenseitige Gebäude hat einen über eine Freitreppe erreichbaren Eingang. Der dreiachsige Mittelrisalit besitzt in der Dachhöhe einen gebrochenen Giebel, in dessen Mittelfeld eine Stuckkartusche eingelassen ist. Diese zeigt die Wappen der Peckenzeller und der Freiherrn von Aue (auch Ave oder Owe genannt). Im Torbogen sind die Wappen der Rehlinger, der Jörger, Haunsperger und Totti angebracht. Die 1645 erbaute Schlosskapelle wurde 1924 in das Wohngebäude 2 verlegt.
Das heutige Schloss befindet sich im Privatbesitz der Wiener Fa. ISI GmbH sowie der Familien Finsterer und Sieghart und wurde 1982 renoviert. Es kann innen nicht besichtigt werden.